# 장천초등학교 (경남)
장천초등학교는 대한민국 경상남도 창원시 진해구에 있는 공립 초등학교이다.

## 학교 연혁
- 2008년 5월 1일: 개교

## 참고 자료
- 장천초등학교 - 한국교육학술정보원 학교알리미

## 재학생
2021년 기준 재학생은 1500명이며 전국에서 141위다.